# Tomass Dukurs
Tomass Dukurs (Riga, 1981. július 2. –) lett szkeletonos.

## Élete
Öccse, Martins szintén szkeletonos. Mindkét testvért apjuk, Dainis Dukurs edzi, akinek hatására kezdett el a szkeletonnal foglalkozni. 1998 óta versenyzik, és első nemzetközi fellépésére 2001-ben került sor.
A 2002-es téli olimpián Salt Lake City-ben, a férfi szkeletonosok mezőnyében a 21. helyen zárt. Nyolc évvel később, Vancouverben a negyedik helyen végzett, csakúgy mint a 2014-es szocsi olimpián.
2011-ben, a königssee-i szkeleton-világbajnokságon a 9., 2012-ben Lake Piacidben az 5., míg a 2013-as St. Moritz-i vb-n a 8. helyen végzett. Európa-bajnokságon két alkalommal szerzett ezüstérmet (2012-ben Altenbergben és 2014-ben Königsseeben), 2007-ben és 2013-ban pedig bronzérmet. A 2011-es winterbergi eb-n a negyedik helyen zárt.